# Jurij Gagarin
Jurij Aleksejevitj Gagarin (ryska: Ю́рий Алексе́евич Гага́рин, ryskt uttal: [ˈjurʲɪj ɐlʲɪˈksʲeɪvʲɪtɕ ɡɐˈɡarʲɪn]), född 9 mars 1934 i Klusjino, Smolensk oblast, död 27 mars 1968 i Kirzjatj, Vladimir oblast, var en pilot i det sovjetiska flygvapnet och en sovjetisk kosmonaut. Den 12 april 1961 blev han den första människan i rymden då han färdades ett varv i en omloppsbana kring jorden, vilket var ett stort framsteg i erövringen av rymden. Han blev internationellt uppmärksammad och tilldelades åtskilliga medaljer och titlar, inklusive Sovjetunionens hjälte, den högsta hederstiteln som kunde tilldelas i Sovjetunionen.
Gagarin omkom 1968 när hans flygplan, en sovjetisk MiG-15, havererade under en övningsflygning.

## Tidigt liv
Gagarin föddes i Klusjino nära Gzjatsk, en ort som 1968 bytte namn till Gagarin för att hedra Gagarins minne. Hans föräldrar arbetade vid ett kollektivjordbruk. Hans mor ska ha slukat böcker och hans far ska ha varit en skicklig snickare. Jurij var det tredje av fyra barn, och hans äldre syster hjälpte till att uppfostra honom när hans föräldrar arbetade. Som miljontals andra ryssar genomlevde familjen Gagarin svårigheter under andra världskriget. Jurijs två äldre syskon togs till Tyskland under kriget 1943, och återvände inte förrän efter kriget. Hans lärare beskrev honom som intelligent och hårt arbetande även om han till och från var busig. Hans matematiklärare var med i sovjetiska flygvapnet under kriget, vilket kan ha påverkat den unge Gagarin en del.
Efter att ha börjat som lärling inom metallarbete, valdes Gagarin ut för vidare träning vid en teknisk skola i Saratov. Under hans tid där gick han med i deras flygklubb, och lärde sig flyga mindre flygplan, en hobby som tog mer och mer av hans tid. Efter mödosamma insatser blev han framgångsrik både med flygfärdigheter och studieresultat, och 1955, när han slutfört sina tekniska studier, gick han med i Orenburgs militära flygskola. Där mötte han sin fru som han gifte sig med 1957, efter att ha tagit flygcertifikat i en MiG-15. Efter sin examen blev han placerad vid en flygbas i Murmansk, där dåliga väderförhållanden gjorde flygning riskabelt.

## Karriär i det sovjetiska rymdprogrammet

### Urval och träning
År 1960 utfördes en noggrann urvalsprocess, där Gagarin, tillsammans med 20 andra kosmonauter, valdes ut för det sovjetiska rymdprogrammet. Tillsammans med de andra utvalda kosmonauterna fick han utföra ett antal krävande experiment som var utvecklade för att testa hans fysiska och psykiska uthållighet, såväl som träning relaterad till den kommande flygningen. Av de 20 utvalda stod valet till slut mellan Gagarin och German Titov, detta tack vare både deras utmärkta prestationer under träningen och deras kroppsfysik. Då den lilla flygkapseln krävde att dess passagerare var relativt liten passade detta Gagarin väl då han var endast ungefär 157 cm lång. Detta i kombination med Gagarins anspråkslösa uppväxt och trevliga personlighet, där Titov var uppväxt i ett medelklasshem och något reserverad, så föll valet på Gagarin

### Flygningen
Den 12 april 1961 blev Gagarin den första människan att resa i yttre rymden, med farkosten Vostok 1. Hans kodnamn var cederträ (ryska: Кедр, Kedr). Enligt internationella media ska Gagarin ha sagt "Jag ser ingen gud här uppe". De orden förekommer dock inte i den ordagranna rapporten om Gagarins konversationer med jorden under flygningen. Det tog ca 108 minuter för Gagarin att flyga ett varv runt jorden.
Under flygningen befordrades Gagarin till major. När han återvände till jorden blev han mycket omtalad och omskriven. Nikita Chrusjtjov skyndade till hans sida och Gagarin gjorde ett uttalande där han hyllade Sovjetunionens kommunistparti som "alla våra segrars organisatör". Efter detta gjorde han en världsturné med besök i Italien, Tyskland, Kanada, Brasilien, Japan, Egypten och Finland. Chrusjtjov såg Gagarins bedrift som ett rättfärdigande att hålla kvar vid sin politik att stärka det sovjetiska missilprogrammet och dra ner på ordinarie militär och flygvapen. Detta retade upp den sovjetiska militären och bidrog till Chrusjtjovs kommande fall.

### Efter flygningen

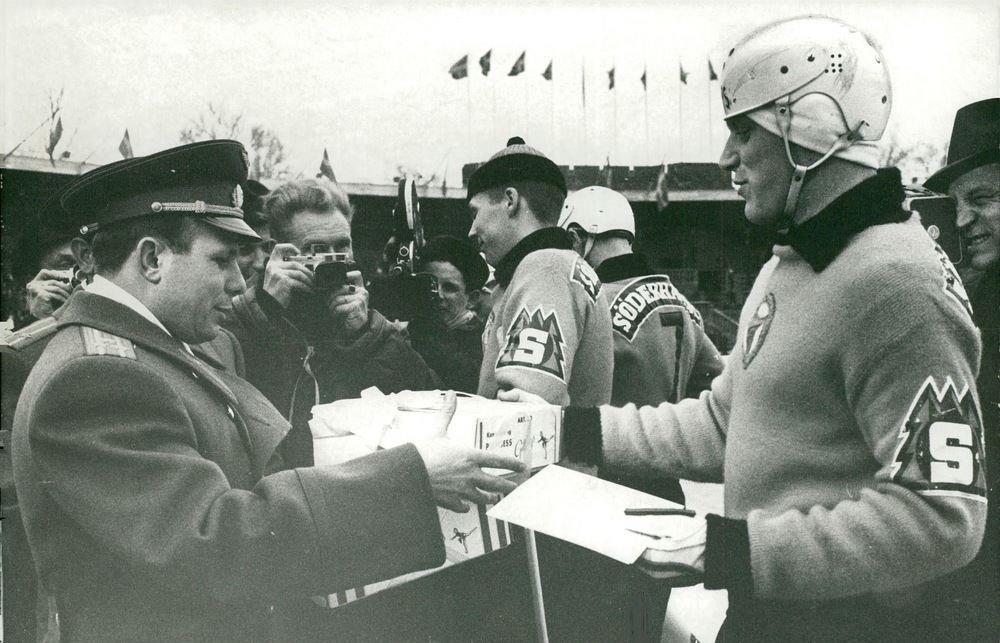
Gagarin och Göran "Dallas" Sedvall i samband med bandyfinalen på Stockholms stadion 1964.

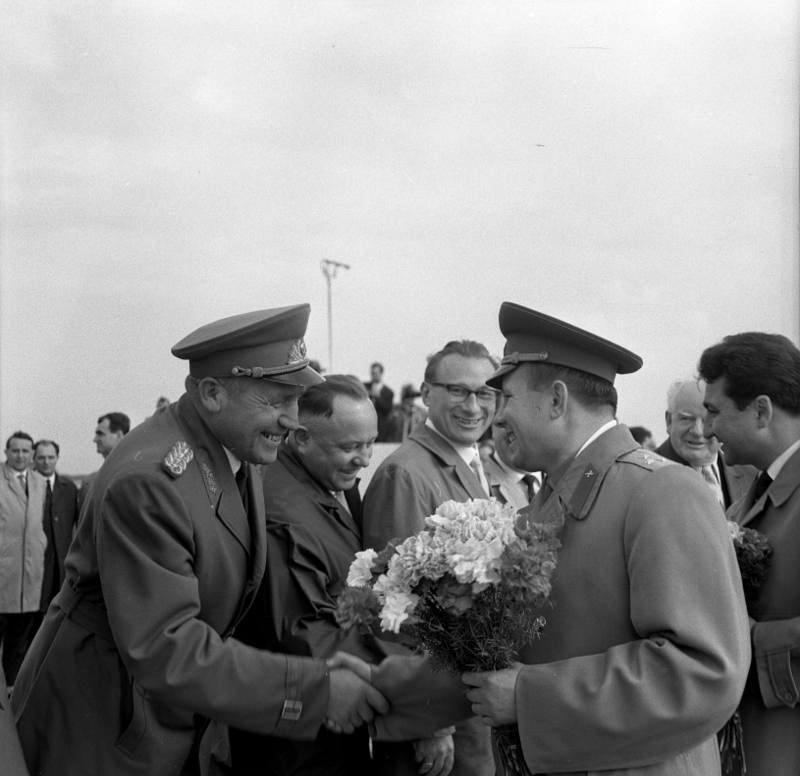
Gagarin i Östberlin 1965.

Efter flygningen blev Gagarin en omedelbar världskändis, och turnerade flitigt för att göra reklam för den sovjetiska bedriften. Han visade sig kunna hantera publiciteten relativt bra, bland annat vid ett besök i Sverige i början av mars 1964. Gagarin och kollegan Valerij Bykovskij närvarade då vid SM-finalen i bandy på Stockholms stadion. De besökte också företaget LM Ericsson samt Brännkyrka Läroverk där de närvarade på en lektion i ryska.
Från och med 1962 tjänstgjorde han som ledamot av Sovjetunionens högsta sovjet, men återvände senare till sin kosmonautanläggning, där han arbetade med planer för ett återanvändningsbart rymdskepp. 1967 valdes han ut som reserv för den första Sojuzflygningen, som kom att misslyckas under landningen, då kosmonauten Vladimir Komarov omkom.

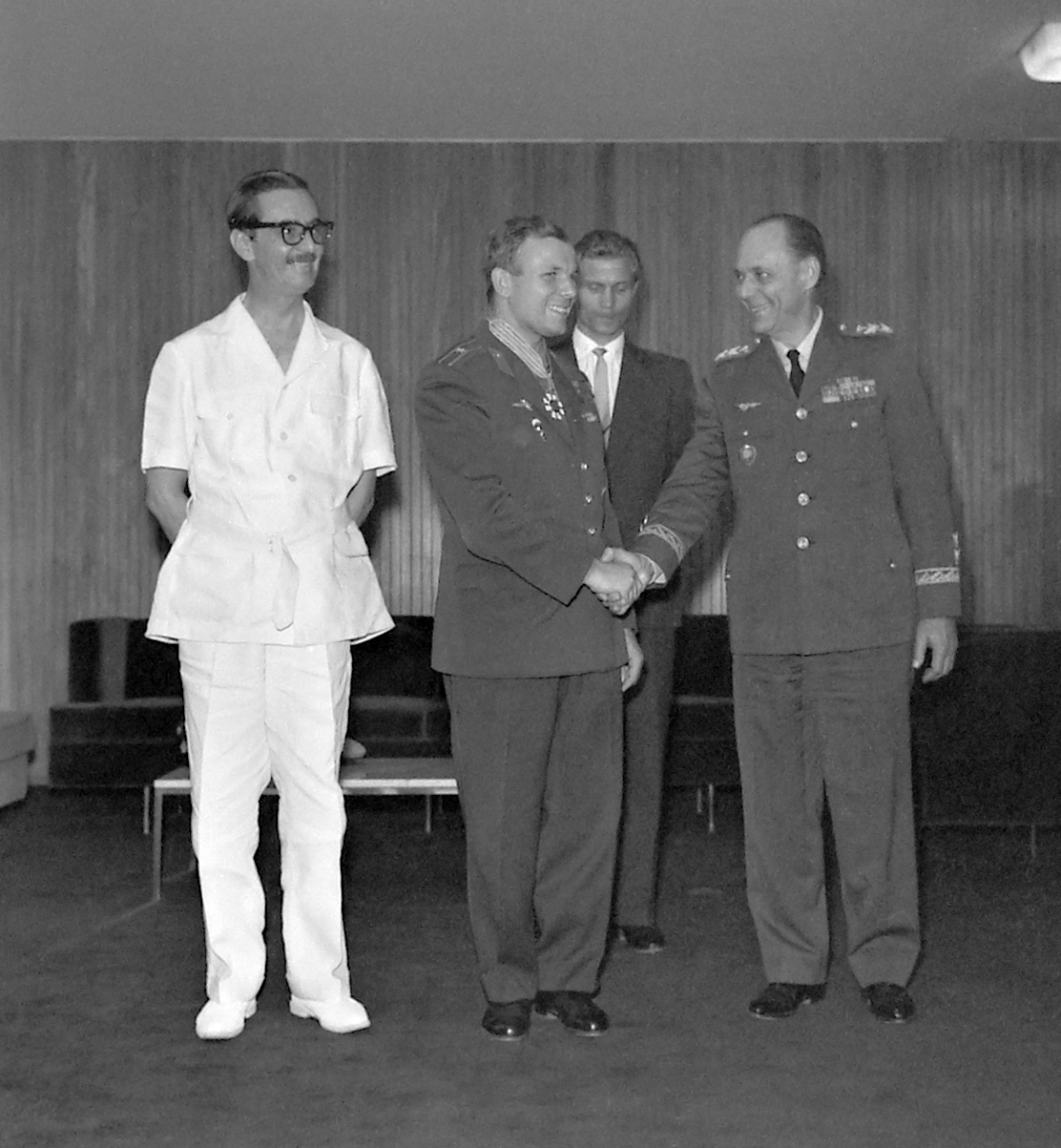
Den brasilianska presidenten Jânio Quadros dekorerar Gagarin, 1961.

### Gagarins död
Under en träningsflygning med sin instruktör överste Vladimir Seregin den 27 mars 1968, havererade deras jetplan av typen MiG-15 och båda omkom vid haveriet. Orsaken till haveriet var länge okänd och även idag finns motstridiga uppgifter. I några böcker finns uppgifter om att planet fick motorstopp och andra skrev liksom den officiella sovjetiska versionen att planet störtade på grund av en kedja olyckliga omständigheter. I mars 2008 hävdade en medlem av den officiella undersökningskommissionen att piloterna handlade grovt vårdslöst vid flygningen, men nämnden ville inte offentliggöra sina resultat för att skydda Gagarins status som hjälte. En fransk tv-dokumentär angav däremot att det havererande planet kommit in i turbulensen av ett annat plan som samtidigt var i luften. Detta baserade sig på uttalanden från kosmonauten Aleksej Leonov, som efter 1985 fått möjlighet att läsa den officiella undersökningsrapporten.
Under högtidliga former begravdes Gagarin vid Kremlmuren på Röda torget i Moskva.

## Hedersbetygelser
Gagarin tilldelades efter rymdflygningen Leninorden och den 14 april 1961 fick han hederstiteln Sovjetunionens hjälte. Dessutom blev han avbildad på ett flertal ryska mynt.
1968 ändrade staden Gzjatsk (Гжатск) sitt namn till Gagarin och ett utbildningscentrum i Stjärnstaden nära Moskva fick namnet Jurij Gagarin kosmonautcentrum. I Moskva byggdes ett 40 meter högt monument till hans minne.
Nedslagskratern Gagarin på månen och asteroiden 1772 Gagarin uppkallade efter honom..